# Pierre Rabadan

a Compétitions nationales et continentales officielles uniquement.

b Matchs officiels uniquement.
Dernière mise à jour le 8 novembre 2021.
Pierre Rabadan, né le 3 juillet 1980 à Aix-en-Provence, est un joueur de rugby à XV et à sept français. Il a joué en équipe de France et au poste de troisième ligne aile au sein du Stade français durant dix-sept ans, club avec lequel il a remporté cinq titres de champion de France.
Depuis le 3 juillet 2020, il est adjoint au sport et aux Jeux olympiques et paralympiques 2024 à la maire de Paris.

## Biographie

### Carrière de joueur

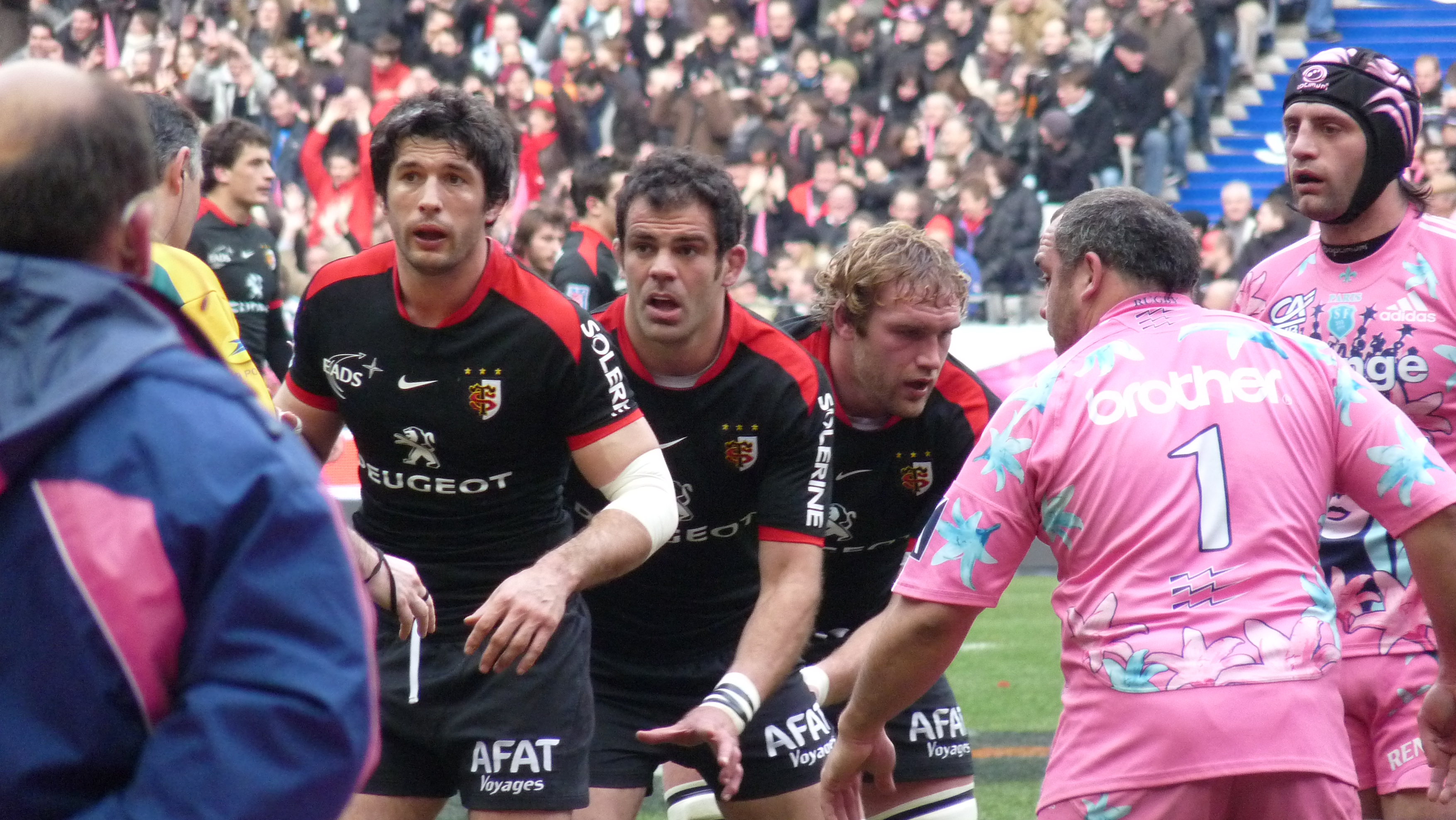
Pierre Rabadan, avec son casque noir et rose à droite, prépare une touche avec Rodrigo Roncero face à Jean Bouilhou, Grégory Lamboley et Romain Millo-Chluski.

Pierre Rabadan est formé au Pays d'Aix RC avant de rejoindre le Stade français Paris à l'âge de 18 ans.
En 2000, il est remplaçant lors de la finale du championnat de France. Il remplace Hervé Chaffardon en cours de match. Le Stade français s'impose contre l'US Colomiers 28 à 23 et il devient donc une première fois champion de France. La même année, il pose pour la première édition du calendrier des Dieux du Stade créé par le Stade français (il participe ensuite aux éditions 2002, 2004, 2005, 2007 et 2009).
En 2003, il est cette fois titulaire lors de la finale du championnat de France. Il est associé en troisième ligne à Raphaël Jéchoux et Patrick Tabacco. Le Stade français s'impose 32 à 18 face au Stade toulousain et il gagne alors son deuxième Bouclier de Brennus. Il est de nouveau titulaire lors de la finale du championnat en 2004, associé à Patrick Tabacco et Mauro Bergamasco, et gagne un deuxième titre consécutif grâce à une victoire 38 à 20 face à l'USA Perpignan.
Il honore sa première cape internationale en équipe de France le 3 juillet 2004 contre l'équipe des États-Unis.
Le 22 mai 2005, le Stade français joue la finale de la coupe d'Europe face au Stade toulousain. Il commence le match sur le banc avant de remplacer Mauro Bergamasco à la 71e minute de jeu. Le score est de 12-12 à l'issue du temps réglementaire, les parisiens s'inclinent finalement 18 à 12 après prolongation. Cette année-là, le club parvient aussi à se qualifier en finale du championnat. Les entraîneurs Fabien Galthié et Fabrice Landreau choisissent de le titulariser aux côtés de Rémy Martin et Shaun Sowerby, mais les parisiens perdent une nouvelle fois à l'issue de prolongation (37 à 34 pour le Biarritz olympique).
En juin 2005, il est invité à rejoindre les Barbarians français pour aller défier la Western Province à Stellenbosch en Afrique du Sud. Les Baa-Baas s'inclinent 22 à 20. En novembre 2005, il joue de nouveau avec les Barbarians français contre l'Australie A à Bordeaux. Les Baa-Baas s'inclinent 42 à 12.
De nouveau titulaire en finale du championnat en 2007, il gagne un quatrième bouclier de Brennus en s'imposant 23 à 18 face à l'ASM Clermont Auvergne.
En juin 2011, il participe à la tournée des Barbarians français en Argentine pour jouer deux matchs contre les Pumas. Les Baa-Baas s'inclinent 23 à 19  à Buenos Aires puis l'emportent 18 à 21 à Resistencia.
En juin 2012, il participe à la tournée des Barbarians français au Japon pour jouer deux matchs contre l'équipe nationale nippone à Tokyo. Les Baa-Baas l'emportent 40 à 21 puis 51 à 18. En novembre 2012, il joue de nouveau avec les Baa-Baas pour affronter le Japon au Stade Océane du Havre. Les Baa-Baas l'emportent 65 à 41. En novembre 2013, il est de nouveau sélectionné avec les Barbarians  pour affronter les Samoa au Stade Marcel-Michelin de Clermont-Ferrand. Les Baa-Baas l'emportent 20 à 19. En juin 2015, il participe à la tournée des Baabaas en Argentine pour affronter les Pumas,. Les Baa-Baas l'emportent 22 à 28 à Rosario puis s'inclinent 21 à 9 à La Plata.
Le 30 août 2013, lors de la 3e journée du Championnat de France de rugby à XV (contre Biarritz), il est l'auteur du premier essai inscrit dans le tout nouveau stade Jean-Bouin.
En 2015, il est champion de France pour la cinquième fois, sans être aligné sur la feuille de match de la finale. Il met un terme à sa carrière à l'issue de la saison 2014-2015 après 17 ans au Stade français.
Il est membre du bureau de Provale, le syndicat des joueurs de rugby du 9 octobre 2006 au 7 janvier 2019. Il en est le trésorier du 6 octobre 2014 jusqu'en 2015.

### Après sa carrière sportive
En juin 2015, il entre aussi dans l'organigramme des Barbarians français chargé des relations avec les clubs, les joueurs, les entraîneurs et les syndicats. Il intègre également le groupe Canal+ en tant que consultant rugby pour commenter des matchs sur Rugby+ et Canal+ Sport.
En septembre 2015, il entre au cabinet de la maire de Paris, Anne Hidalgo. Il l'accompagne sur la politique sportive de la ville et travaille sur la candidature de Paris à l’organisation des Jeux olympiques 2024. En 2020, il est candidat aux élections municipales à Paris dans le 14e arrondissement, en deuxième position sur la liste conduite par Carine Petit et soutenue par Anne Hidalgo. En quatrième position à la suite de la fusion des listes socialistes et écologistes durant l'entre-deux tours, il est élu au conseil de Paris après la victoire de la liste dans le 14e arrondissement. Le 3 juillet 2020, il est élu adjoint au sport et aux Jeux olympiques et paralympiques 2024 à la maire de Paris.

## Carrière

### En club
- Jusqu'en 1998 : Pays d'Aix RC
- 1998-2015 : Stade français Paris

### En équipe nationale
Il a honoré sa première cape internationale en équipe de France le 3 juillet 2004 contre l'équipe des États-Unis.

## Palmarès

### En club
- Championnat de France de première division :
  - Champion (5) : 2000 (remplaçant, il supplée Hervé Chaffardon), 2003, 2004, 2007 et 2015 (n'est pas présent sur la feuille de match en finale)
  - Vice-champion (1) : 2005
- Coupe d'Europe :
  - Finaliste (1) : 2005
- Coupe Frantz Reichel : 
  - Vainqueur (1) : 1999

### En équipe nationale
- 2 sélections en équipe de France en 2004 (Canada, États-Unis)
- Équipe de France A :
  - 2005 : 1 sélection (Irlande A)
  - 2004 : 2 sélections (Italie A, Angleterre A)
- Équipe de France -21 ans : participation au championnat du monde 2001 en Australie
- Équipe de France Universitaire : 3 sélections en 2003 en tant que capitaine (Angleterre U, Italie U, pays de Galles U), 2 essais
- Équipe de France de rugby à sept

## Vie personnelle
Lors d'une interview en décembre 2010, il indique être passionné de poker.
Il a vécu avec l'actrice italienne Caterina Murino. Il est en couple depuis janvier 2013 avec la journaliste sportive de Canal+ Laurie Delhostal. Le 10 janvier 2016, elle donne naissance à leur premier enfant, une fille prénommée Anna-Rose.